# Rio Cerboaia (Vaţa)
O Rio Cerboaia é um rio da Romênia, afluente do Vaţa, localizado no distrito de Hunedoara.